# Eskimsko-aleutski narodi
Eskimsko-aleutski narodi, manja skupina arktičkih naroda nastanjeni od Čukotskog poluotoka na krajnjem sjeveroistoku Rusije, otočnom području Barentsovog mora i sjevernoj obali Sjeverne Amerike. Jedine dvije skupine naroda koja pripadaju ovoj etnolingvističkoj porodici su Eskimi (Inuit) i Aleuti (Unangan) po kojima porodica i dobiva ime. Kod obje skupine prisutni su lov i ribolov. Karakterizira ih lov na morske sisavce (kit i tuljan), kožni kanui (baidarka, kajak i umiak), harpuna kao glavna lovačko oružje i topla kožna odjeća. I Eskimi i Aleuti su izraziti mesojedi i ihtiofazi.

## Jezici i dijalekti
Govore se aleutski, inuktitut, iñupiaq, yupik.

## Vanjske poveznice
- Linguistics: Languages: Natural: Eskimo-Aleutian[neaktivna poveznica]